# 즈난궁

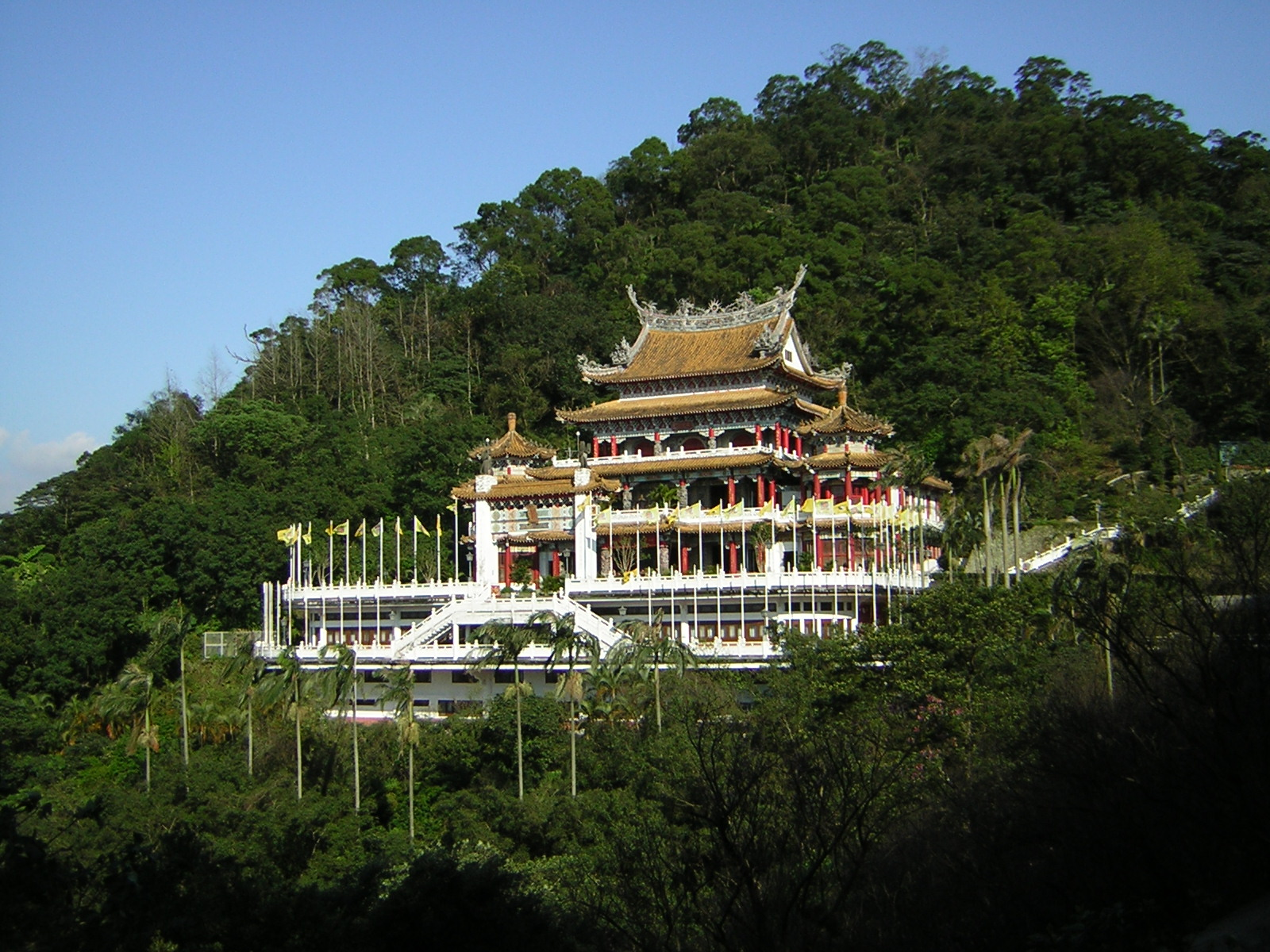
즈난 궁

즈난 궁은 타이완 타이베이시에 있는 사원이다. 1891년에 창립되었으며 여동빈을 모시고 있다. 커플이 여기에 오면 헤어지게 된다는 속설이 있다.

## 같이 보기
- 도교
- 방카 룽산사
- 행천궁